# Красковский, Иван Игнатьевич
Красковский Иван Игнатьевич (24 июля 1880, село Дубичи, Гродненская губерния, Российская империя (ныне Польша) — 23 августа 1955, Братислава, Чехословакия) — белорусский и украинский общественный, политический и государственный деятель, дипломат.

## Биография
Родился в селе Дубичи Гродненской губернии (ныне село в Польше). Окончил гимназию в Вильно.
В 1903—1905 гг. учился на историко-филологическом факультете Варшавского университета. Принимал участие в незаконном студенческом кружке, за что был уволен из университета. После этого переехал в Петербург, где продолжил обучение в Петербургском университете по специальности историка-экономиста.
По окончании Петербургского университета в 1907 году переехал в Вильно, где в 1914 года преподавал в гимназиях, был членом Белорусского учительского союза.
Летом 1915 года переехал в Киев, где принимал активное участие в политических событиях, поступил в Украинскую партию социалистов-федералистов, а в 1916 году избран членом комитета Всероссийского союза городов Юго-Западного фронта (см. Союзы земств и городов). Красковский принимал активное участие в революционных событиях весной 1917 года на Украине.
В конце апреля 1917 года — во время оккупации Галичины — назначен временным правительством комиссаром Тернопольской губернии Галицкого генерал-губернаторства. В июле российские войска оставили почти всю территорию губернии, однако Красковский продолжал занимать свою должность уже в составе Украинской Народной Республики.
С декабря 1917 года Красковский в правительстве Украинской Народной Республики. Генеральный секретарь (народный министр) внутренних дел УНР Владимир Винниченко назначил Красковского своим товарищем (заместителем).
Затем перешел в министерство иностранных дел УНР, которое возглавлял Дмитрий Дорошенко.После утверждения власти Директории УНР назначен товарищем министра иностранных дел и послом УНР в Грузии. Впоследствии как глава Украинской дипломатической миссии на Кавказе сотрудничал с кубанскими правительственными учреждениями 1917—1920 годов в направлении воссоединения с Украиной.
После поражения украинской революции с 1921 года находился в Польше, затем в Литве и Латвии. В 1925 году переехал в СССР, поселился в Минске, где работал в Госплане Белорусской ССР и одновременно был доцентом Белорусского университета.
В 1930 году переведен в Москву на работу в Госплан СССР. В декабре этого же года арестован органами ОГПУ СССР по делу белорусских национал-демократов.
По приговору суда в 1931 году выслан в Самару, где работал в краевом плановом управлении. В ноябре 1937 года вновь арестован, однако в марте 1940 года особым совещанием при НКВД СССР освобожден из заключения. В дальнейшем до выхода на пенсию в 1949 году работал учителем в населенных пунктах Куйбышевской области.
В 1953 году выехал к дочери в Чехословакию.
Реабилитирован в СССР в мае 1962 года.